# Уніря (Слобозія)
Футбольний клуб «Уніря Слобозія» (рум. Asociația Fotbal Club Unirea 04 Slobozia) — професійний румунський футбольний клуб із міста Слобозія. Команда з 2024 року грає в Суперлізі Румунії, найвищому дивізіоні румунського футболу, після перемоги в другому дивізіоні сезону 2023—2024 років. «Уніря» заснована в 1955 році, та більшість часу після заснування грала в нижчих румунських лігах. Клуб грає домашні матчі на стадіоні «1 травня» місткістю 6 тисяч глядачів.